# کردی قصری-کرمانشاهی
قصری-کرماشانی یا قصری-کرمانشاهی گویشی از زبان کردی جنوبی است که از دو لهجه کرماشانی و قصری تشکیل شده است.
تعداد گویشواران حدود یک میلیون نفر میباشد این گویش در شهرهای کرمانشاه و قصرشیرین و شهرها و روستاهای اطراف آن استفاده می‌شود.

## طبقه بندی
لهجه کرماشانی با توجه به‌ خصوصیات مشترکی که با لهجهٔ قصری دارد در برخی از منابع با عنوان لهجهٔ قصری–کرماشانی شناخته می‌شود. کردی کرماشانی همچنین مشابهت بسیار بالایی را با کردی کلهری نشان می‌دهد.

## لهجه‌ها
این گویش از ۳ لهجه کرماشانی، گرم‌آبسردی و قصری (قصر شیرینی) تشکیل شده‌است.